# Lithosia saitonis
Lithosia saitonis är en fjärilsart som beskrevs av Matsumura 1927. Lithosia saitonis ingår i släktet Lithosia och familjen björnspinnare. Inga underarter finns listade i Catalogue of Life.